# Somalische Revolutionäre Sozialistische Partei
Die Somalische Revolutionäre Sozialistische Partei (Somali: Xisbiga Hantiwadaagga Kacaanka Soomaaliyeed, abgekürzt XHKS; englisch: Somali Revolutionary Socialist Party SRSP) war 1976–1991 die Regierungspartei und einzige legale Partei in Somalia unter Siad Barre.

## Geschichte
Bald nach der Machtübernahme prosowjetischer Militärs unter Siad Barres 1969 hatte der Oberste Revolutionsrat (Supreme Revolutionary Council SRC) jegliche politische Vereinigung verboten. Da die Sowjetunion darauf drängte, eine kommunistische Parteistruktur anstelle des bestehenden Militärregimes aufzubauen, kündigte Siad Barre bereits 1971 an, einen Einparteienstaat etablieren zu wollen.
Im Juni 1976 hielt der SRC mit 3000 Delegierten aus den Regionen in Mogadischu den Gründungskongress der Somalischen Revolutionären Sozialistischen Partei ab. Als Parteiführung wurde ein Zentralkomitee („Oberster Rat“, Supreme Council) eingerichtet, dem neben den 19 SRC-Offizieren zivile Berater, Minister und andere öffentliche Personen angehörten. Zivilisten besetzten die Mehrheit der insgesamt 73 Sitze im Zentralkomitee. Zur Erfüllung der Verwaltungsaufgaben der Partei wurden elf Büros gegründet. Am 1. Juli 1976 löste sich der SRC offiziell auf und trat die Macht an die XHKS ab.
Theoretisch markierte dieser Schritt das Ende der Militärregierung, praktisch verblieb die Macht innerhalb der Partei jedoch bei der kleinen Gruppe von Offizieren, die den SRC dominiert hatten. Die Entscheidungsgewalt lag beim Politbüro, einem aus dem Zentralkomitee ausgewählten Gremium aus fünf vormaligen SRC-Mitgliedern, darunter Siad Barre selbst und seinem Schwiegersohn Abdullah. Barre war auch Generalsekretär der XHKS und Vorsitzender des Ministerrats. Der Einfluss des Militärs in der Partei wuchs noch mit der Vergabe weiterer Ministerposten an frühere SRC-Mitglieder.
Die Ideologie der XHKS war ein „wissenschaftlicher Sozialismus somalischer Prägung“, wobei Siad Barre dessen Vereinbarkeit mit dem Islam betonte. Vor dem Ausbruch des Ogadenkrieges gegen Äthiopien 1977–1978 unterhielt die XHKS Beziehungen zu weiteren kommunistischen Parteien weltweit.
Im Dezember 1979 wurde ein „Volksparlament“ gewählt, welches ausschließlich aus XHKS-Mitgliedern bestand. Im Oktober 1980 folgte die Wiederbelebung des SRC. Nun bestanden mit SRC, XHKS-Zentralkomitee und Ministerrat drei sich überlappende politische Strukturen. Die daraus entstehende Konfusion führte letztlich dazu, dass die Entscheidungsgewalt allein bei Siad Barre lag.
1981 entstand im Exil die oppositionelle Organisation Somalische Demokratische Erlösungsfront, der sich auch ehemalige XHKS-Mitglieder anschlossen. 1982 ließ Barre, wohl um zu zeigen, dass er allein Somalia regierte, mehrere Mitglieder des „Establishments“, darunter prominente Parteimitglieder, verhaften.
In den folgenden Jahren war das Regime der XHKS mit wachsendem bewaffnetem Widerstand in verschiedenen Landesteilen konfrontiert. Mit dem Sturz Barres 1991 verschwand die Partei von der politischen Bühne in Somalia.